# ميكرون موناستيريون (ثيسالونيكي)
ميكرون موناستيريون (Μικρόν Μοναστήριον) هي مدينة في ثيسالونيكي في مقاطعة فوريا إلادا في اليونان.
يبلغ عدد سكانها حوالي 1587 نسمة.